# Robert Coulondre
Robert Coulondre (* 11. September 1885 in Nîmes; † 6. März 1959 in Paris) war ein französischer Diplomat, zuletzt im Rang eines Botschafters.
Er studierte Rechtswissenschaften und Chinesische Sprachen, trat 1908 in den konsularischen Dienst, wurde Im Mai 1909 Konsul in London, im März 1912 Attaché im Büro des Außenministers, 1912 wurde er beigeordneter Konsul in Beirut, trat 1919 in den diplomatischen Dienst und wurde im Mai 1919 nach Marokko gesandt.
Im Januar 1926 war er Delegierter bei französisch-sowjetischen Wirtschaftsverhandlungen. Von 1927 bis 28. Februar 1933 leitete er die Unterabteilung Handelsbeziehungen der Direction des affaires politiques et commerciales und war anschließend stellvertretender Direktor der Direction des affaires politiques et commerciales am Quai d’Orsay.
Er war Botschafter der französischen Volksfrontregierung in Moskau, später Botschafter in Berlin bis zur Kriegserklärung Frankreichs an Deutschland im September 1939. Am 3. September 1939 überreichte er Joachim von Ribbentrop eine Erklärung, in der die Regierung Édouard Daladier die Regierung Hitler zur Räumung der besetzten polnischen Territorien aufforderte.
Von Mai bis Oktober 1940 war er Gesandter des Vichy-Regimes in Bern.

## Schriften
- Von Moskau nach Berlin : 1936–1939. Erinnerungen des französischen Botschafters, Athenäum-Verl., Bonn 1950 (frz. Titel: De Staline á Hitler. Souvenirs de deux ambassades, 1936-1939., Paris 1950)